# Say Yes (Michelle Williams)
Say Yes è un singolo della cantante statunitense Michelle Williams, pubblicato nel 2014 ed estratto dal suo quarto album in studio Journey to Freedom.
Il brano vede la collaborazione di Beyoncé e Kelly Rowland, che insieme a Michelle Williams erano le tre componenti del gruppo Destiny's Child. Le tre cantanti con Say Yes realizzano la terza collaborazione insieme dopo lo scioglimento del gruppo, avvenuto nel 2006.

## Tracce
- Download digitale

1. Say Yes (featuring Beyoncé and Kelly Rowland)